# 2004-2013
2004-2013 è la seconda raccolta del gruppo musicale britannico Bring Me the Horizon, pubblicato il 24 novembre 2017 dalla Epitaph Records.
Consiste in una selezione di brani estratti dal primo EP This Is What the Edge of Your Seat Was Made For del 2004 al quarto album in studio Sempiternal del 2013, tutti pubblicati dall'etichetta Epitaph Records.

## Tracce
Testi di Oliver Sykes e musiche dei Bring Me the Horizon, eccetto dove indicato.
1. Traitors never Play Hang-man – 3:37
2. Pray for Plagues – 4:21
3. Diamonds Aren't Forever – 3:48
4. The Sadness Will Never End – 5:22
5. Chelsea Smile – 5:02
6. The Comedown – 4:09
7. Blessed with a Curse – 5:08
8. It Never Ends – 4:34
9. Don't Go – 4:58
10. Crucify Me – 6:19
11. Shadow Moses – 4:02 (Oliver Sykes, Lee Malia, Jordan Fish)
12. Go to Hell, for Heaven's Sake – 4:02 (Oliver Sykes, Lee Malia, Jordan Fish)
13. Can You Feel My Heart – 3:47 (Oliver Sykes, Lee Malia, Jordan Fish)
14. Sleepwalking – 3:50 (Oliver Sykes, Lee Malia, Jordan Fish)
15. Antivist – 3:13 (Oliver Sykes, Lee Malia, Jordan Fish)

## Formazione
Bring Me the Horizon
- Oliver Sykes – voce
- Lee Malia − chitarra solista
- Matt Kean − basso
- Matt Nicholls − batteria, percussioni
- Curtis Ward − chitarra ritmica (tracce 1-5)
- Jona Weinhofen − chitarra ritmica, tastiera, cori (tracce 6-10)
- Jordan Fish − tastiera, sintetizzatore, programmazione, cori (tracce 11-15)

Altri musicisti
- Sam Carter − voce in The Sadness Will Never End
- Luis Dubuc − sintetizzatore in Chelsea Smile
- Lights – voce in Don't Go e Crucify Me
- Chris Clad – violino (traccia 11)
- Dermot Crehan – violino (traccia 11)
- Freddie August – violino (traccia 11)
- Peter Hanson – violino (traccia 11)
- Alex Balanescu – violino (traccia 11)
- Simon Fisher – violino (traccia 11)
- Manon Derome – violino (traccia 11)
- Virginia Slater – viola (traccia 11)
- Katie Wilkinson – viola (traccia 11)
- Tim Grant – viola (traccia 11)
- Martin Loveday – violoncello (traccia 11)
- Vikki Mathews – violoncello (traccia 11)

## Classifiche
| Classifica (2018)  | Posizione massima |
| ------------------ | ----------------- |
| Regno Unito (rock) | 7                 |